# Movimento Comunista Internacional
O Movimento Comunista Internacional (MCI) é um uma rede comunista internacional que agrupa movimentos que aderem ao Marxismo-Leninismo-Maoismo A organização conduziu marchas nos Estados Unidos e no Canadá tendo suas origens na Rede do Comunismo Internacional - organizada pelo Partido Comunista do Peru-Sendero Luminoso nos anos 80 - e no Movimento Revolucionário Internacionalista. No Final de 2022, organizações membro realizaram a Conferência Internacional Maoista Unificada, a qual deu origem à Liga Comunista Internacional, uma organização mais homogênea que trabalha pela reconstituição da Internacional Comunista sob os princípios do Maoismo.
A organização é formada por:
- Partido Comunista do Equador - Sol Vermelho
- Movimento Popular Peru
- Organização Maoísta para a Reconstituição do Partido Comunista da Colômbia
- Sol Rojo (Mexico)
- Partido Comunista da Turquia/Marxista-Leninista (TKP/ML)
- Partido Comunista das Filipinas
- Partido Comunista da Índia (Maoista)
- Fração Vermelha do Partido Comunista do Chile
- Coletivo Bandeira Vermelha – Finlândia
- Partido Comunista Maoísta da França
- Comitê Bandeira Vermelha - Alemanha
- Tjen Folket - Liga Comunista
- Guardas Vermelhos (Estados Unidos)
- Comitês para a Fundação do Partido Comunista (Maoista) da Áustria